# 奧瓦埃伊米爾
奧瓦埃伊米爾（英语：Ovaeymir）是土耳其的城鎮，位於該國西南部，由艾登省負責管轄，海拔高度70米，主要經濟活動是農業，該鎮在遷移前處於大門德雷斯河沿岸，2011年人口7,217。
37°49′N 27°50′E / 37.817°N 27.833°E